# Joal (Album)
Joal ist der Titel des 1989 veröffentlichten ersten Albums der gleichnamigen Sängerin.

## Hintergrund
Die Sängerin und Songwriterin Joal hatte Ende der 1980er Jahre Lieder geschrieben, die sie mit dem Musikproduzenten und Gitarristen Tommy Newton, mit dem sie persönlich befreundet war, als Demos aufgenommen hatte. WEA Records zeigte 1989 Interesse an dem Material und bot an, es auf einem Musikalbum zu veröffentlichen.
Die Aufnahme des Albums erfolgte unter Beteiligung Newtons und unter der Anleitung des dänischen Produzenten Tommy Hansen in den Horus Sound Studios in Hannover sowie den dänischen  Puk Recording Studios in Kærby, nahe Randers. Puk galt Mitte der 1980er Jahre als eines der modernsten Tonstudios Europas. An den Aufnahmen waren unter anderem Gero Drnek (Fury in the Slaughterhouse; Bass), Tommy Newton (Victory; Gitarre) und Rudi Kaeding (Fargo; Schlagzeug) beteiligt, Produzent Tommy Hansen spielte Keyboards.
Neben zehn eigenen Songs nahm die Sängerin auch eine Coverversion des von Ann und Nancy Wilson sowie Roger Fisher geschriebenen und 1977 von Heart veröffentlichten Hits Barracuda auf.
Das Album enthielt elf Lieder und wurde am 3. Juli 1989 auf Compact Disc, Schallplatte und Musikkassette veröffentlicht. Das Lied Rock That City wurde als Single aus dem Album ausgekoppelt. Die Maxisingle enthielt eine um fast zwei Minuten längere Version des Liedes.
Joal stellte ihre Musik im Vorprogramm der Culture Killed the Native-Tournee von Victory auf deutschen Bühnen vor. Dabei wurde sie von Kai Reuter (Gitarre), Gero Drnek (Bass) und Philippe Candas (Schlagzeug) begleitet.
Mittlerweile ist das Album auch über Online-Musikdienste erhältlich.

## Titelliste
| Nr.          | Titel                    | Autor(en)                                         | Länge |
| ------------ | ------------------------ | ------------------------------------------------- | ----- |
| 1.           | Rock That City           | Tommy Newton, Tommy Hansen, Sigfried Hausen, Joal | 3:14  |
| 2.           | Turn the World Around    | Newton, Hansen, Joal                              | 4:11  |
| 3.           | All or Nothing           | Newton, Hansen, Hausen, Joal                      | 3:16  |
| 4.           | Looking for the Line     | Newton, Hansen, Joal                              | 4:45  |
| 5.           | Stand Up                 | Newton, Hansen, Sigfried Hausen, Joal             | 3:25  |
| 6.           | Queen of the Night       | Newton, Hansen, Sigfried Hausen, Joal             | 3:50  |
| 7.           | Barracuda (Coverversion) | Ann Wilson, Nancy Wilson, Roger Fisher            | 3:50  |
| 8.           | Feels Alright            | Newton, Hansen, Joal                              | 3:42  |
| 9.           | We Wanna Dance           | Newton, Hansen, Sigfried Hausen, Joal             | 3:20  |
| 10.          | It’s got to Be You       | Newton, Hansen, Sigfried Hausen, Joal             | 3:15  |
| 11.          | Don’t Miss the Turn      | Newton, Hansen, Sigfried Hausen, Joal             | 3:47  |
| Gesamtlänge: | Gesamtlänge:             | Gesamtlänge:                                      | 39:58 |

## Rezeption
Holger Stratmann beschrieb das Album in Rock Hard als „zwiespältig:“ Es sei „eine jener Platten, die man immer und immer wieder“ auflege, ohne zu „einem greifbaren Resultat“ zu kommen. Die Künstlerin sei  „sicher eine gute Sängerin,“ handwerklich lasse ihr Debüt „auch nichts zu wünschen übrig,“ und Abwechslung sei „in genügendem Maß vorhanden, von stampfenden Midtemporockern über eine Ballade bis zu Ausflügen in den Bluesrock.“ Allerdings zünde die Sache bei ihm „irgendwie nicht.“ Die meisten Riffs entstammten „der klischeehaften Rock'n'Roll-Kiste,“ was nicht weiter schlimm wäre, „wenn's wenigstens dreckig und wild“ klänge. Ein weiterer Schwachpunkt seien „die ausgelutschten Refrains“ á la Rock That City, Stand Up oder Queen Of The Night, die „manch guten Song wieder uninteressant“ machten. Die Sängerin halte „Vergleichen mit Lee Aaron und Konsorten“ durchaus stand, ihr Debütalbum sei „aus genannten Gründen aber eine gewaltige Spur zu unauffällig.“ Stratmann vergab sechs von zehn möglichen Punkten.